# Павленкова, Наталья Николаевна
Ната́лья Никола́евна Павленкова (род. 7 сентября 1960, Нижний Новгород, СССР) — советская и российская актриса театра и кино. Заслуженная артистка Российской Федерации (2008).

## Биография
Наталья Павленкова родилась 7 сентября 1960 год в городе Горьком (Нижний Новгород).
В 1979 году окончила Горьковское театральное училище (курс Б. А. Наравцевича и Р. Я. Левите), и затем в 1983 году — Театральное училище имени Б. В. Щукина (художественный руководитель Ю. В. Катин-Ярцев). Дипломной работой Павленковой стала роль Лисистраты в спектакле по комедии Аристофана, поставленном Андреем Мекке.
С 1984 по 1988 год работала в Московском Новом драматическом театре.
С 1988 года работает в театре имени К. С. Станиславского (с 2015 года - Электротеатр Станиславский).
Является доцентом Театрального института имени Бориса Щукина. В 2013 году Н. Н. Павленкова выпустила как художественный руководитель целевой курс при Театре им. Станиславского.
Наталья Павленкова сотрудничает с Театром Наций («Сказки Пушкина», реж. Роберт Уилсон) и Центром драматургии и режиссуры А. Казанцева и М. Рощина («Сексуальные неврозы наших родителей», реж. Георг Жено).
В 2016 году на 27-м кинофестивале «Кинотавр» была награждена призом за лучшую женскую роль за роль в фильме Ивана И. Твердовского «Зоология». За эту роль была номинирована на премию Киноакадемии Азиатско-Тихоокеанского региона Asia Pacific Screen Awards («Азиатский Оскар») и премию «Ника» за лучшую женскую роль.
В 2020 на 42-м международном кинофестивале в Каире награждена призом за лучшую женскую роль, фильм  Ивана И. Твердовского "Конференция".

## Театральные работы
- «Игра воображения», Э. Брагинский — Женя
- «Веселое время», реж. Борис Наравцевич, ТЮЗ (г. Горький) — Зоя
- «Пора тополиного пуха», А. Сергеев — Наташа
- «Мой бедный Марат», А. Арбузов — Лика
- «Жила-была Клавочка», Б. Васильев, режиссёр В. В. Ланской — Клава Сомова
- «Сны Евгении», А. Казанцев, режиссёр-постановщик В. В. Ланской — Евгения
- «Процесс», Ф. Кафка, режиссёр-постановщик А. М. Вилькин — прачка
- «Таланты и поклонники», А. Н. Островский — Негина
- «Дон Кихот», М. А. Булгаков, режиссёр-постановщик Р. Козак — племянница
- «При чужих свечах», Н. Птушкина — Алла
- «Завещание по-итальянски», А. Кампанилле, режиссёр С. Я. Спивак — Тереза
- «Семеро святых из деревни Брюхо», Л. Улицкая, режиссёр В. В. Мирзоев — Марья
- «Сон в летнюю ночь», У. Шекспир, режиссёр В. В. Мирзоев — Робин заморыш
- «Дюймовочка», реж. Александр Палеес, Горьковский академический театр драмы — Дюймовочка
- «Гнездо глухаря», реж. Герман Меньшенин, Московский Новый драматический театр — Зойка
- «Сексуальные неврозы наших родителей», реж. Георг Жено, Центр драматургии и режиссуры А.Казанцева и М.Рощина — мать
- «Императорский безумец», реж. Марк Вайль, Московский Новый драматический театр — Ренина
- «Невольница», реж. Владимир Крассовский
- «Обернитесь в беге», реж. Виталий Ланской, Московский Новый драматический театр — Тоня
- «Притворщики», реж. Виталий Ланской, Московский Новый драматический театр — Светлана Никольская
- «Тайна саркофага», реж. Виталий Ланской, Московский Новый драматический театр — Наташа
- «Легендарная личность», реж. Виталий Ланской, Московский Новый драматический театр — Оля
- «О любви и дружбе», реж. Родион Овчинников, Театральный институт им. Б. В. Щукина — мать
- «Сказки Пушкина», Театр Наций, режиссер Р.Уилсон — Повариха
- «Любовницы», Театр Наций, режиссер Светлана Землякова — мама Паулы, мама Хайнца
- «Евграф, искатель приключений», реж. Татьяна Ахрамкова — Ольга Ивановна
- «Английская рулетка», реж. Арнольд Швецов — Филиппа Джеймс
- «CIRC АMBULANTE», Театр наций, режиссер А.Могучий — Циля Райвичер
- «Иванов», Театр Наций, режиссер Тимофей Кулябин — Зюзюшка (Зинаида Саввишна)
- «Покорность», Театр Наций, Мишель Уэльбек, режиссер Талгат Баталов — Мари Франсуаза Таннер
- «Фантазии Фарятьева», Электротеатр Станиславский, режиссер Е.Бедняков — мама
- «Вакханки», Электротеатр Станиславский, режиссер Теодорос Терзопулос, — первые вестники
- «Золотой осел. Разомкнутое пространство работы», Электротеатр Станиславский, режиссер Борис Юхананов — милая тетушка, горожанка

## Фильмография
- 1976 — Не плачь, девчонка — Саша Чайка
- 1985 — Не ходите, девки, замуж — Наталья, секретарь министра
- 2007 — Бешеная — Нина Шохина
- 2008 — Другое лицо (Россия, Украина) — домработница
- 2008 — Защита — мать Тани
- 2012 — Сила сердца — Анна Ивановна
- 2013 — Зимний путь — мама Эрика
- 2014 — Класс коррекции — Светлана Викторовна, мать Лены
- 2016 — Зоология — Наташа
- 2017 — Близкие — школьная медсестра
- 2018 — Подбросы — мать ДПСника, врач
- 2018 — Пусть будет Лиза — Галина Степановна
- 2018 — Ненастье — директор средней школы г. Батуев
- 2018 — Ольга — Элеонора Викторовна, бывшая жена Романыча
- 2019 — Одесский пароход — мать жениха
- 2019 — Смерть нам к лицу — тётя Наташа
- 2020 — Иванько — мама Андрея
- 2020 — Конференция — монахиня Наталья
- 2021 — Вне себя — Екатерина Михайловна, тёща Дмитрия
- 2021 — Инсомния — Маргарита Алексеевна
- 2021 — Мама, я дома — подруга Тони
- 2021 — Вмешательство — мама
- 2022 — Первый Оскар — мать Льва Альперина
- 2022 — Жена Чайковского — Ольга Никаноровна, мать Антонины
- 2022 — Наводнение — Людмила
- 2024 — Мамонты — Наталья Леонидовна

## Награды и номинации
- Диплом фестиваля «Московская театральная весна» (1985).
- Заслуженная артистка Российской Федерации (9 января 2008 года) — за заслуги в области искусства[3].
- Кинофестиваль «Кинотавр» (2016). Приз за лучшую женскую роль (фильм «Зоология»).
- Кинофестиваль BIAF в Батуми (Грузия) (2016). Приз за лучшую женскую роль (фильм «Зоология»).
- Премия Киноакадемии Азиатско-Тихоокеанского региона Asia Pacific Screen Awards — номинация на приз За лучшую женскую роль (фильм «Зоология»)[4].
- Премия «Ника» — номинация на премию за лучшую женскую роль (фильм «Зоология») Лучшая женская роль .в Котбусе(Германия)-,,Зоология,,.Премия кинокритиков и киноведов,,Белый слон,,Лучшая женская роль на Международном кинофестивале в Минске фильм,,Конференция,,2020,лучшая женская роль на Межд.кинофестивале в Каире2020 фильм,,Конференция,номинация на премию,,Ника,,